# Obolo
L'Obolo (o Andoni, Andoni o Andonni) és una llengua que es parla als estats de Rivers i d'Akwa Ibom, al sud-est de Nigèria.
Hi ha 294.000 obolos que parlen la llengua.
L'obolo forma part de la subfamília lingüística de les llengües del baix Cross, que són llengües Benué-Congo.
Obolo és el nom que els mateixos obolos donen a la seva llengua. El nom oficial d'aquesta és Andoni.

## Geografia
L'obolo es parla a l'LGA d'Andoni, a l'estat de Rivers i a la LGA d'Eastern Obolo, a Akwa Ibom. També es parla a les illes del sud-est de Nigèria.

## Ús i desenvolupament de la llengua
Els obolos també parlen igbo i anglès.
L'obolo és una llengua literària que s'escriu en alfabet llatí. S'ensenya en escoles primàries i secundàries, a més de formació d'adults. Hi ha revistes i una gramàtica.

## Religió
El 96% dels obolos són cristians. Concretament, el 34% professen religions evangèliques.